# Церква св. Іоана Богослова (Підгір'я)

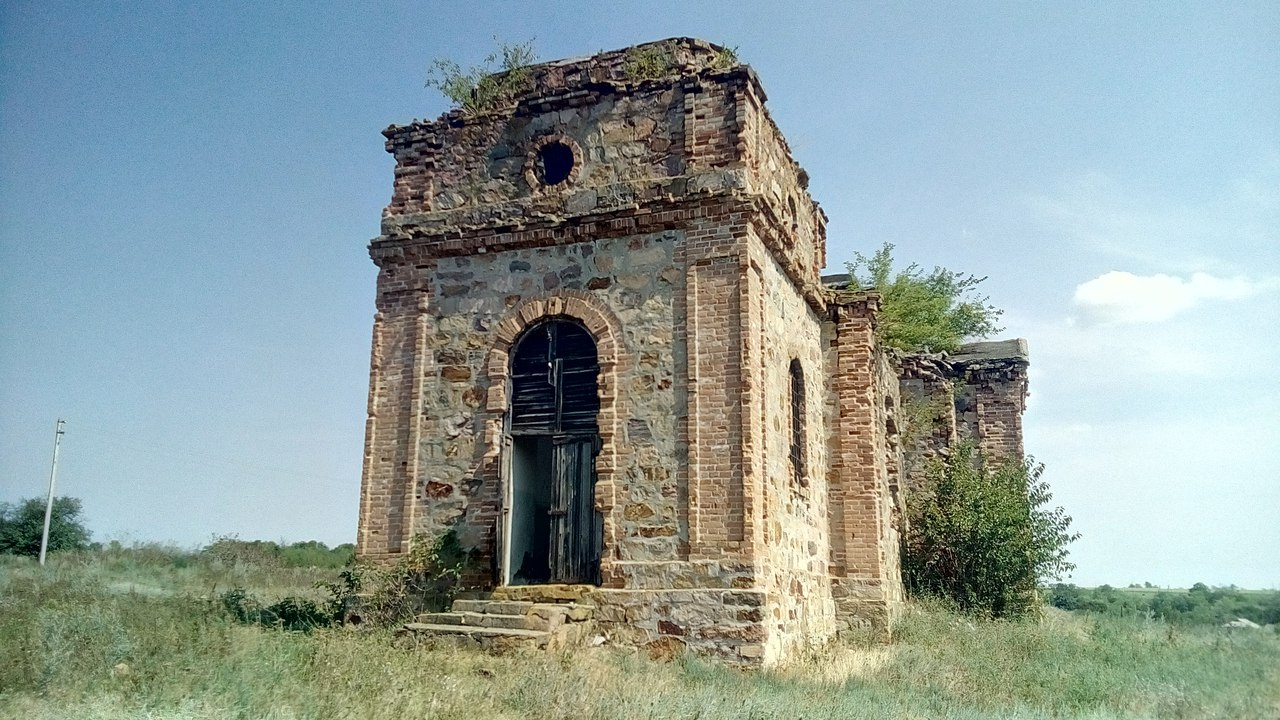
Сучасний вигляд церкви

Створення церкви святого Іоана Богослова у селі Підгір'я, Первомайського району Миколаївської області припадає на останнє десятиріччя 18 ст.

## Історія будівництва церкви
Згідно з архівними матеріалами, церкву св. Іоана Богослова було збудовано 1796 року, завдяки зусиллям парафіян. Тогочасна церква мала вигляд дерев’яної хати, обмазаної глиною, на дерев’яній основі з невеликою за площею глухою підлогою. Окремо від церкви стояла дзвіниця на чотирьох стовпах, а також глиняна сторожка. Розмір церкви у первісному вигляді становив 10,7 аршинів або 7,5 м.
З огляду на давність церкви та дзвіниці та поступовий вихід будівель із ладу, виникла потреба збудувати нову муровану церкву та відповідні споруди при ній. Згадок про закладення нової церкви не збереглось, однак цю подію слід датувати останньою чвертю 19 — початком 20 ст. Для цього було заготовлено 30 000 штук цегли, 130 кубічних сажнів битого каміння, 200 пудів негашеного вапна та залучено 200 рублів.
Начиння церкви, згідно із кліровими відомостями, не відрізнялось пишністю. За винятком св. Божественних посудин, пожертвуваних протоієреєм Іоанном Кронштадським, відчувався «сплошной недостаток во всей утвари».

## Причта церкви св. Іоана Богослова
Причту церкви складали священик та псаломник. Крім того, при церкві знаходилось чимало земельних угідь: присадибні та польові ділянки, землі під хутір з вишневим садком та вербами. Ці землі належали церкві, що фіксувалось у межовій книзі на основі укладених в 1854 році документів. Історія знає суперечку щодо права на володіння ділянками церковної землі. Землевласник села Гарлинка писар А. Бараненко незаконно захопив землі, що на той час належали колишнім польським поміщикам.
У 1896 та 1897 роках було збудовано будинки священика та псаломника. Однак 1900 року внаслідок пожежі більшість незастрахованих будівель було знищено вогнем (будинок священика напередодні було застраховано).
Щороку казна виплачувала 300 руб. священику та 50 руб. псаломнику. При цьому, кількість добровільних пожертвувань парафіян становила від 80 до 100 руб. у рік.
При церкві св. Іоана Богослова діяла бібліотека, де зберігались метричні книги, клірові відомості, листи тощо, а також церковно-парафіяльна школа, у якій із 1893 року вчителював селянин із села Кримки Балтського повіту Іоан Кирилов Поліщук. Навчався він у Велико-Мечетнянській двокласній церковно-парафіяльній школі, працюючи вчителем отримував 100 руб.
Церковного братства при церкві не існувало. Проте існувало церковно-парафіяльне піклування (попечительство), зусиллями якого в 1902 року було зібрано понад 274 руб. У розпорядженні піклування при тогочасному Державному Банку знаходилась збер.каса.
Серед записів церковних книг існує згадка про те, що наприкінці 19 ст. посаду священика церкви св. Іоанна Богослова займав Микола Мардсерієв (?) Кожевич, на той час 32-річний син священика, народжений у Херсонської губернії.
Пройшовши повний курс навчання в Одеському духовному училищі 1888 року, він поступає до Одеської духовної семінарії. Тут Микола Кожевич закінчив один клас, після чого захворів та за станом здоров’я припинив навчання. Проходив службу у псаломщика при Одеській Новослобідській Різдво-Богородицькій церкві за вільним наймом, що засвідчує посвідчення, видане місцевим протоієреєм А. Лохвицьким.
У клірових відомостях фіксується, що священик Микола не володів нерухомістю. Він виголошував промови у неділю та святкові дні, повчання зі збірників проповідей, а також вів богослужебні бесіди з народом. 1890 року архієпископом херсонським та одеським Никонором був відправлений у відрядження до Миколаївської церкви у селі Миколаївка (Гатне) Ананьївського повіту. Звідти 1892 року його переведено до Успенської церкви села Андріївка, де окрім посади псаломщика він займався справами церковно-парафіяльної школи. Далі у 1894 призначений псаломщиком Олександро-Маріїнської церкви при дитячому будинку.
1896 року священика Миколу визнають членом ради Туркестанського Єпархіального братства, створеного на честь Казанської Богородиці. Після цього він стає штатним дияконом Покровської церкви міста Вєрного та вчителем при дитячому будинку того ж міста, за що отримав подяку від військового губернатора Семирічинської області. 1898 року стає священиком Олександро-Маріїнської церкви міста Вєрний Семиріченської області, а у 1900 - священиком церкви села Колибань Летичівського повіту, а 1901 року призначений на посаду вчителя закону однокласного народного училища села Колибань.
Резолюцією Преосвященного Христофора 23 серпня 1901 року стає законовчителем та завідувачем церковно-парафіяльної школи в селі Гарлинка.
Удостоєний нагрудної срібної медалі з Олександрівською стрічкою за службу під час правління імператора Олександра ІІІ, а також золотим нагрудним знаком відомства імператриці Марії.
Клірові книги містять згадку й про псаломщика Василя Власієва Радзієвського, народженого 1832 року. Він був сином священика Власія Радзієвського. Навчання пройшов в Уманському духовному училищі.
Згідно із архівними даними, протягом 1871-1880 років церковним старостою села Гарлинка стає Кіндрат Кононов Мазуренко (він же Слободянюк), його ж обрано на повторний термін із 1898 року.

## Церковно-парафіяльна школа
Вчителем церковно-парафіяльної церкви, як вже згадувалось, був селянин із с. Кримки Балтського повіту Іоанн Кириллов Поліщук, який пройшов курс навчання у двокласній учительській школі, ставши кращим її учнем. Після цього Іоанн Поліщук стає учителем у школі грамоти села Камінне, а згодом – церковно-парафіяльної школи села Гарлинка (приблизно з 1900 року у віці 19 років).
Церковно-парафіяльна школа діяла при церкві з грудня 1893 року в будинку громадської сільської розправи (так званий домашній суд першої інстанції). Приміщення було незручним, адже складалось з однієї класної кімнати та кухні при ній, кімнати для вчителя не існувало. Однак, предметами шкільного вжитку церковно-парафіяльна школа була забезпечена непогано. На початку 1900-х налічувалось 60 томів підручників та 154 книжок для позакласного читання. Фінансувалась школа за рахунок коштів громади села Гарлинка (30 руб.оплата праці вчителя, 100 руб. на шкільне приладдя, опалення та послуги сторожа, 25 руб.на ремонт та інші необхідні речі 5 руб.)
1902 року в школі навчалось 30 хлопчиків та 6 дівчаток, усі діти православної віросповідання.
Цікавими є дані щодо представництва парафіян церкви Гарлинка, їхньої кількості та соціального статусу. Так, кількість парафіян на кінець 19 століття обмежувалась 88 дворами, серед жителів яких 352 чоловіки та 340 жінок. З них: 1двір – представники духовенства, 8 дворів військових, 1,5 двора купців та міщан, 69 селянських двори та  7 так званих «вільно живущих».

## Сучасний стан церкви св. Іоана Богослова
20 ст. стало періодом занепаду церкви св. Іоана Богослова. Унаслідок воєнних подій церкву було частково зруйновано, а після перекриття приміщення святині використовували, за переказами старожилів, як склад для зерна.
Сьогодні споруда церкви перебуває в аварійному стані, потребує негайної консервації та подальшої реставрації. Тріщини над склепінням утворюють трикутник та погрожують обвалом.